# Estadio Óscar Monterroso Izaguirre
El Estadio Óscar Monterroso Izaguirre es un recinto deportivo localizado en el municipio de Retalhuleu en Guatemala. Es utilizado por el club Deportivo Reu para disputar sus partidos en Primera División de Guatemala

## Historia
El nombre del estadio le fue dado en honor a Óscar Monterroso Izaguirre  quien fue alcalde de ese municipio en 1932.
En 1920 se situaron los primeros postes y su travesaño para formar las porterías, las paredes que circulan el estadio se terminaron de construir en 1958. El primer juego disputado fue entre Antigua GFC contra el equipo local, ganando los segundos por marcador de 3-2.
En 2010 fue escenario para el partido de vuelta de la final disputada entre el equipo Liceo Guatemala contra el Colegio Paraíso de Retalhuleu para definir al campeón de Guatemala en la cuarta edición de la Copa Coca Cola.